# أيام الظلام (فلم)
أيام الظلام (بالإنجليزية: Days of Darkness) و (بالفرنسية: L'Âge des ténèbres) هو فلم دراما كوميدي كندي فرنسي تم إنتاجه في 2007، وهو من إخراج دينيس أكران وبطولة مارك لابريش وديان كروغر وسيلفي ليونارد وإيما دي كونز وقد تم ترشيح هذا الفيلم لنيل جائزة جيني لأفضل صورة.

## القصة
قصة الفيلم تتكلم عن جان مارك لوبلان وهو شخص بيروقراطي مدافع عن استقلال كيبك زوجته سيلفي وبناتها لا يعودون مهتمين به وبقضاياه، يتعرف بعد ذلك على امرأة إسمها كارول تشجعه على السلطوية والعنصرية في مخاطبة الناس وثم يصبح مهووس بالعلاقات مع النساء ويتعرف على امرأة إسمها فيرونكيا ستار وألتي تأخذه إلى خيال العصور الوسطى نظراً لشبهها بالنساء الموجودات في قصص سيد الخواتم.

## البطولة
- مارك لابريش بدور جان ماري لوبلان
- دايان كروغر بدور فيرونيكا ستار
- سيلفي ليونارد بدور سيلفي كورمر لوبلان
- كارولين نيرون بدور كارول بيرغاس بوركي
- فيرونيكي كلوتييه بدور لاين
- روفوس واينرايت بدور الأمير شارمان شانتان (شخص خيالي)
- ماتشا غرينون بدور بياتريس دي سافوا
- إيما دي كونز بدور كارين تيندانس
- مونيا شكري بدور عزيزة
- بييري كورزي بدور بييري
- جيل بيليتييه بدور رايموند ليكلير

## روابط خارجية
- مقالات تستعمل روابط فنية بلا صلة مع ويكي بيانات